# كيت توماس
كيت توماس (بالإنجليزية: Kit Thomas)‏ هو منتج أسطوانات وملحن أمريكي، ولد في 25 مايو 1947.

## وصلات خارجية
- كيت توماس على موقع IMDb (الإنجليزية)